# Bauernkriegspanorama
Bauernkriegspanorama, eller Frühbürgerliche Revolution in Deutschland, är en cykloramamålning av Werner Tübke, som invigdes 1987, och som visar Slaget vid Frankenhausen den 15 maj under Tyska bondekriget.
I målningen avbildas över 3 000 personer. Den visas i Panorama Museum i Bad Frankenhausen.
Uppdraget att måla cykloramat gavs av Östtysklands kulturministerium till Werner Thübke 1976. Denne använde 480 arbetsdagar och använde 90.000 färgtuber. Duken vävdes i ett stycke på en rysk textilfabrik i Sursk. Målningen blev klar 1987 och museet öppnades i september 1989.